# Louis Bégin
Louis Bégin (né le 6 février 1960 à Saint-Lambert dans la province de Québec, au Canada), est un joueur de hockey sur glace professionnel québécois. Il est repêché au 4e tour, à la 70e position, du repêchage d'entrée dans la LNH 1979 par les Black Hawks de Chicago. Il n’a jamais évolué dans la LNH.

## Biographie
Il joue en junior, dans la Ligue de hockey junior majeur du Québec, avec l’équipe des Castors de Sherbrooke. Il évolue avec cette équipe entre 1976 et 1980. Il remporte la Coupe du président avec son équipe en 1977. Cette même année, il participe au tournoi de la Coupe Memorial 1977 alors que son équipe ne remporte pas le trophée et Bégin ne produit aucun point en 4 parties. Il est nommé dans la première équipe d'étoiles de la LHJMQ en 1978-1979 pour sa performance de 46 buts et 85 passes pour 131 points pour le premier rang des pointeurs de son équipe et le huitième rang de la ligue. Il est nommé dans la deuxième équipe d'étoiles de la LHJMQ en 1979-1980 pour sa production de 60 buts et 73 passes pour 133 points. Il est toujours le meilleur pointeur de son équipe et le dixième de la ligue. Durant son passage dans la LHJMQ, il produit un sommet personnel à 5 reprises de produire 7 points par partie. Une de ces parties consiste en une récolte de 7 passes
Repêché par les Black Hawks de Chicago en 1979, il devient professionnel lors de la saison 1980-1981 en évoluant avec le club-école des Black Hawks, les Hawks du Nouveau-Brunswick dans la Ligue américaine de hockey. L'année suivante, il remporte la Coupe Calder avec son équipe. En 1982-1983, il continue d'évoluer dans la LAH avec les Indians de Springfield, nouveau club-école des Black Hawks, pour une saison. 
Louis Bégin joue en Suisse en 1983-1984 avec l'équipe du HC La Chaux-de-Fonds. Il produit 65 points en 42 parties. Il n'évolue qu'une saison en Europe car il retourne aux États-Unis pour la saison 1984-1985 dans la Ligue internationale de hockey avec les Admirals de Milwaukee. Cette saison est sa dernière comme hockeyeur.  

## Statistiques
| Saison    | Équipe                     | Ligue          |    | Saison régulière | Saison régulière | Saison régulière | Saison régulière | Saison régulière |   | Séries éliminatoires | Séries éliminatoires | Séries éliminatoires | Séries éliminatoires | Séries éliminatoires |
| Saison    | Équipe                     | Ligue          | PJ | B                | A                | Pts              | Pun              | PJ               | B | A                    | Pts                  | Pun                  |                      |                      |
| 1976-1977 | Castors de Sherbrooke      | LHJMQ          | 55 | 7                | 8                | 15               | 11               | 17               | 1 | 1                    | 2                    | 9                    |                      |                      |
| 1977      | Castors de Sherbrooke      | Coupe Memorial | 4  | 0                | 0                | 0                | 0                | -                | - | -                    | -                    | -                    |                      |                      |
| 1977-1978 | Castors de Sherbrooke      | LHJMQ          | 72 | 40               | 72               | 112              | 30               | 10               | 7 | 8                    | 15                   | 4                    |                      |                      |
| 1978-1979 | Castors de Sherbrooke      | LHJMQ          | 72 | 46               | 85               | 131              | 32               | 12               | 5 | 12                   | 17                   | 11                   |                      |                      |
| 1979-1980 | Castors de Sherbrooke      | LHJMQ          | 70 | 60               | 73               | 133              | 54               | 15               | 8 | 20                   | 28                   | 28                   |                      |                      |
| 1980-1981 | Hawks du Nouveau-Brunswick | LAH            | 66 | 16               | 15               | 31               | 28               | 10               | 2 | 1                    | 3                    | 3                    |                      |                      |
| 1981-1982 | Hawks du Nouveau-Brunswick | LAH            | 80 | 34               | 37               | 71               | 12               | 15               | 3 | 7                    | 10                   | 2                    |                      |                      |
| 1982-1983 | Indians de Springfield     | LAH            | 73 | 25               | 24               | 49               | 20               | -                | - | -                    | -                    | -                    |                      |                      |
| 1983-1984 | HC La Chaux-de-Fonds       | LNB            | 42 | 42               | 23               | 65               | -                | -                | - | -                    | -                    | -                    |                      |                      |
| 1984-1985 | Admirals de Milwaukee      | LIH            | 29 | 17               | 14               | 31               | 4                | -                | - | -                    | -                    | -                    |                      |                      |

## Équipes d'étoiles et trophées
- Ligue de hockey junior majeur du Québec
  - 1976-1977 : remporte la Coupe du président avec les Castors de Sherbrooke.
  - 1978-1979 : nommé dans la première équipe d'étoiles de la LHJMQ
  - 1979-1980 : nommé dans la deuxième équipe d'étoiles de la LHJMQ
- Ligue américaine de hockey
  - 1981-1982 : remporte la Coupe Calder avec les Hawks du Nouveau-Brunswick